# 안나 & 벨라
안나 & 벨라(Anna & Bella)는 네덜란드에서 제작된 보그 링 감독의 1984년 애니메이션, 코미디 영화이다. 안네미에케 링 등이 주연으로 출연하였다.

## 출연

### 주연
- 안네미에케 링
- 토니 후르데만
- 피터 링